# 딘보린
딘보린(베트남어: Đinh Bộ Lĩnh / 丁部領, 924년 ~ 979년)은 대구월 딘 왕조의 제1대 황제(재위: 968년 ~ 979년)이다. 정선황(丁先皇, Đinh Tiên Hoàng)으로도 불린다. 대구월이란 중국식 국호를 채택하였다.

## 생애
정부령의 원래 이름은 정환(丁桓, Đinh Hoàn)이며, 오조의 공신이자 호안쩌우의 자사인 정공저의 아들로 태어났다.
정공저는 정부령이 어릴 때 사망했으며, 그의 어머니는 그를 친정으로 데려가서 살게 했다. 그곳에서 딘보린은 학교에 다니며, 물소를 타고 친구들과 노니며, 어린 시절을 보냈다.
965년에 십이사군의 난이 발발하자 정부령은 사군 중 하나인 진람의 휘하에 들어가 총애를 받아서 장군이 되었다. 정부령은 여러 사군을 하나씩 격퇴하여 만승왕(萬勝王, Vạn Thắng Vương)이라는 칭호를 얻게 되었다.
968년에 오조마저 멸망시키고 난을 진압하였고, 이후 같은 해에 국호를 대구월로 정하고 황제로 즉위하여 정조를 창건하였다. 연호를 타이빈으로 정했고, 호아르(華閭)를 수도로 하였다.
979년에 궁정 변란이 일어나 장자인 정련(丁璉)과 함께 환관인 두석(杜釋, Đỗ Thích)에게 암살되었다.

## 가계

### 부모
- 아버지: 환주자사 정공저(丁公著)
- 어머니: 정조국모 담씨(丁朝国母 譚氏)

### 후비과 자녀
- 알 수 없는 후비
  - 1남: 남월왕 정련(南越王 丁璉)
  - 딸: 명주공주(明珠公主)
  - 딸: 불금공주(佛金公主)
- 황후: 단가황후 황씨시(舟嘉皇后 黃氏詩)
  - 2남: 황태자 정항낭(丁項郎)
- 황후: 정명황후 정씨(貞明皇后 丁氏)
  - 딸: 부용공주(芙蓉公主)
- 황후: 교국황후 양씨월(矯國皇后 楊氏月)
  - 딸: 옥냥공주(玉娘公主)
- 황후: 구국황후 원씨(瞿國皇后 阮氏)
  - 딸: 련화공주(蓮花公主)
- 황후: 대승명황후 양씨(大勝明皇后 楊氏)
  - 3남: 제2대 군주 정폐황제

## 기년
| 선제        | 원년       | 2년        | 3년               | 4년        | 5년        | 6년        | 7년        | 8년        | 9년        | 10년       |
| ----------- | ---------- | ---------- | ----------------- | ---------- | ---------- | ---------- | ---------- | ---------- | ---------- | ---------- |
| 서력 (西曆) | 968년      | 969년      | 970년             | 971년      | 972년      | 973년      | 974년      | 975년      | 976년      | 977년      |
| 간지 (干支) | 무진(戊辰) | 기사(己巳) | 경오(庚午)        | 신미(辛未) | 임신(壬申) | 계유(癸酉) | 갑술(甲戌) | 을해(乙亥) | 병자(丙子) | 정축(丁丑) |
| 연호 (年號) | -          | -          | 타이빈(太平) 원년 | 2년        | 3년        | 4년        | 5년        | 6년        | 7년        | 8년        |
| 선제        | 11년       | 12년       |                   |            |            |            |            |            |            |            |
| 서력 (西曆) | 978년      | 979년      |                   |            |            |            |            |            |            |            |
| 간지 (干支) | 무인(戊寅) | 기묘(己卯) |                   |            |            |            |            |            |            |            |
| 연호 (年號) | 9년        | 10년       |                   |            |            |            |            |            |            |            |

| 전 임 (초대) | 제1대 딘 왕조의 황제 968년 ~ 979년 | 후 임 딘또안 |